# Borland Pascal

Borland Pascal 7.0

Borland Pascal，是Turbo Pascal的升级版，是一个由Borland公司开发的、在DOS环境下的低成本集成开发环境。它使用Pascal语言。Turbo Pascal 3.0 剛剛推出之時，只賣99美元，相對於當時的競爭者Microsoft Pascal和UCSD Pascal來說，價值低廉得多。而到後來，甚至成為了DOS环境的标准。即使後來微软（Microsoft）推出Quick Pascal 1.0來對抗Turbo Pascal 7.0，但只能挽回學界的市場。由於市面上有大量Turbo Pascal的Library可用，Quick Pascal始終搶不下Turbo Pascal在商業上的市場。